# 3-硝基甲苯
3-硝基甲苯，又称间硝基甲苯，是一种黄色固体，化学式CH3NO2C6H4。它可以用来合成间-甲苯胺。它是合成各种染料的中间体。

## 制备和反应
它可以由甲苯硝化而成。该反应主要提供2-硝基甲苯和4-硝基甲苯异构体的2∶1混合物，但是除去2-硝基甲苯异构体后，可以通过蒸馏纯化3-硝基甲苯。它是甲苯胺的前体，用于生产偶氮染料。